# Halammohydra sagarensis
Halammohydra sagarensis är en nässeldjursart som beskrevs av Chandrasekhara och Misra 1980. Halammohydra sagarensis ingår i släktet Halammohydra och familjen Halammohydridae.
Artens utbredningsområde är Indiska oceanen. Inga underarter finns listade i Catalogue of Life.